# آنا شیمانچیک
آنا شیمانچیک (لهستانی: Anna Szymańczyk؛ زادهٔ ۲۰ ژوئن ۱۹۸۷) بازیگر و صداپیشه اهل لهستان است.
از فیلم‌ها یا مجموعه‌های تلویزیونی که وی در آن‌ها نقش داشته‌است، می‌توان به پدر متیو، در خوشی و سختی، در خیابان سپولنی، جهان به روایت خانواده کیپسکی، عشق اول، کشیشان و نامه به بابا نوئل اشاره نمود.